# Orient-Express (film, 1944)
Pour les articles homonymes, voir Orient-Express (homonymie).
Pour plus de détails, voir Fiche technique et Distribution.
Orient-Express est un film allemand réalisé par Victor Tourjanski, sorti en 1944.

## Fiche technique
- Réalisation : Victor Tourjanski
- Scénario : Peter Groll, Emil Burri, Victor Tourjanski
- Producteurs : Georg Witt, Fritz Hippler
- Photographie : Franz Koch
- Musique : Lothar Brühne
- Production : Bavaria Film
- Distributeur : Deutsche Filmvertriebs
- Durée : 84 minutes
- Date de sortie : 1er décembre 1944

## Distribution
- Siegfried Breuer : baron Erich Hübner
- Gusti Wolf : Sonja Promshek
- Rudolf Prack : Franz Schulz
- Lisa Siebel : Frau Dr. Inge Geldern
- Paul Dahlke : commissaire de police Iwanowitsch
- Oskar Sima : Mischa Kowa, reporter
- Joseph Offenbach : inspecteur Kosta Balaban
- Hilde Sessak : Vera Voneitz
- Lotte Lang : Mizzi Treff
- Nicolas Koline : Der Schlafwagenschaffner
- Heini Handschumacher : Holzer, détective privé
- Albert Lippert : Franko, avocat
- Tibor Halmay : Jango
- Georg Vogelsang : Anton Brukenhauser
- Viktor Afritsch : Garwinsky
- Walther Jung : Die Excellenz

## Production
Le film a été tourné aux Studios Bavaria à Munich.

## Réception critique
Le censeur en chef Arnold Bacmeister a fait l'éloge du film dans une lettre à son patron Joseph Goebbels le 23 mars 1945 et a déclaré : « Le public est très impressionné par ce film policier vivant, qui ne manque pas de rythme, de tension et d'humour ». Les critiques de film n'étaient pas autorisées dans la presse de 1944/45 étant donné la gravité de la situation militaire. D'après Bacmeister lui-même, chef de l'autorité de censure, Orient-Express était « considéré comme le film policier le plus réussi de ces derniers temps ».
« Un divertissement policier joyeux, détendu et honnête pour le cinéma de diversion allemand en temps de guerre. ».

## Autour du film
Le film a été projeté à Berlin en mars 1945, et par le témoignage d'une berlinoise cinéphile, il apparaît que la projection du film a été interrompue par une alerte aux bombardements le 8 mars 1945 à 15H, et que la projection a repris après que le public soit revenu des abris.